# Quitte ou double (jeu)
Pour les articles homonymes, voir Quitte ou double.
 (juillet 2018).
Si vous disposez d'ouvrages ou d'articles de référence ou si vous connaissez des sites web de qualité traitant du thème abordé ici, merci de compléter l'article en donnant les références utiles à sa vérifiabilité et en les liant à la section « Notes et références ».
Au poker, quitte ou double (double or nothing en anglais) est une enchère qui décide si une perte[Quoi ?] ou une dette[Quoi ?] devrait être doublée. 
Le résultat d'un « quitte ou double » résulte soit à l'annulation de la dette ou au doublement de celle-ci.
Cela fait référence au résultat d'une situation de mise dans laquelle le joueur risque ce qu'il a gagné pour éventuellement le doubler. Le perdant du premier jeu[Quoi ?] décide d'un quitte ou double. S'il perd la nouvelle partie, il doit alors donner le double. Par exemple, si quelqu'un doit à une autre personne une bouteille de cola après une mise et mise ensuite sur un « quitte ou double » avec le même adversaire, il sera redevable de deux bouteilles de cola s'il perd mais ne devra rien s'il gagne.

## Poker
Au poker, un tournoi quitte ou double est un tournoi Sit'n'go où la moitié des joueurs restants doublent leur mise et où l'autre moitié éliminée ne reçoit aucune récompense. Les tournois quitte ou double sont en général joués par dix joueurs (cinq joueurs gagnent) ou six joueurs (trois gagnent) ; il existe également des versions multi-tables avec 20 joueurs. L'enjeu est souvent moins important lors de ces tournois que pour ceux de sit'n'go. Certaines salles de poker proposent également des tournois Quitte ou Triple, lors desquels un tiers des personnes est payé.